# Ibrahim al-Yazigi
Ibrahim Al-Yazigi (1847-1906) est un philosophe, un poète et un journaliste libanais d’origine syrienne.

## Biographie
Sa famille est de confession catholique, elle est originaire de Homs en Syrie. Après avoir terminé ses études, Ibrahim devient rédacteur en chef de plusieurs journaux, dont An- Najah, At- Tabib, Ad- diya.
Les jésuites le chargent de traduire la Bible en arabe. La traduction était linguistiquement beaucoup plus complète que la précédente version faite par les protestants. C'était la deuxième traduction de la Bible vers la langue arabe. La première traduction a été commandée par des missionnaires protestants, sous la conduite du missionnaire Kornelius Van Daik, le fondateur de l'Université américaine de Beyrouth, une autre a été fournie à Boutros al-Boustani et à Nassif al-Yazigi.
Ibrahim Al-Yazigi a également milité pour l'indépendance des Arabes vis-à-vis de l'Empire ottoman; il a fait circuler une chanson devenue célèbre : « Arabes, libérez-vous. »[réf. nécessaire].